# Nazionale femminile under 19 di calcio della Spagna
La nazionale Under-19 di calcio femminile della Spagna è la rappresentativa calcistica femminile internazionale dei Spagna formata da giocatrici al di sotto dei 19 anni, gestita dalla Federazione calcistica della Spagna (Real Federación Española de Fútbol - RFEF).
Come membro dell'Union of European Football Associations (UEFA) partecipa a vari tornei di calcio giovanili internazionali riservati alla categoria, come al Campionato europeo UEFA Under-19 e ai tornei a invito come il Torneo di La Manga.
Grazie alle sette vittorie nel torneo (nelle edizioni 2004, 2017, 2018, 2022, 2023, 2024 e 2025), è classificata al primo posto nel medagliere del torneo.

## Partecipazioni ai tornei internazionali

### Piazzamenti agli Europei Under-19
- 1998: Non qualificata (Under-18)
- 1999: Non qualificata (Under-18)
- 2000: 2º posto  (Under-18)
- 2001: Quarto posto (Under-18)
- 2002: Fase a gironi
- 2003: Fase a gironi
- 2004: Campione
- 2005: Non qualificata
- 2006: Non qualificata
- 2007: Fase a gironi
- 2008: Fase a gironi
- 2009: Non qualificata
- 2010: Fase a gironi
- 2011: Fase a gironi
- 2012: 2º posto
- 2013: Non qualificata
- 2014: 2º posto
- 2015: 2º posto
- 2016: 2º posto
- 2017: Campione
- 2018: Campione
- 2019: Semifinale
- 2020 - 2021: Tornei cancellati
- 2022: Campione
- 2023: Campione
- 2024: Campione
- 2025: Campione